# Adrián Incapié
Adrián Incapié Escobedo (* 25. Februar 1960 in Monterrey, Nuevo León) ist ein ehemaliger mexikanischer Fußballspieler auf der Position eines Verteidigers.

## Laufbahn
Incapié spielte die meiste Zeit für seinen Heimatverein UANL Tigres, mit dem er gleich zu Beginn seiner Profikarriere den Meistertitel der Saison 1981/82 gewann. Er stand bis 1989 bei den Tigres unter Vertrag und spielte anschließend noch je eine Saison für die UAT Correcaminos (1989/90) und die Cobras Ciudad Juárez (1990/91), ein Farmteam des Hauptstadtvereins Club América.

## Erfolge
- Mexikanischer Meister: 1981/82

| Personendaten    | Personendaten                                 |
| ---------------- | --------------------------------------------- |
| NAME             | Incapié, Adrián                               |
| ALTERNATIVNAMEN  | Incapié Escobedo, Adrián (vollständiger Name) |
| KURZBESCHREIBUNG | mexikanischer Fußballspieler                  |
| GEBURTSDATUM     | 25. Februar 1960                              |
| GEBURTSORT       | Monterrey, Nuevo León, Mexiko                 |